# Tréminis
Tréminis är en kommun i departementet Isère i regionen Auvergne-Rhône-Alpes i sydöstra Frankrike. Kommunen ligger i kantonen Mens som tillhör arrondissementet Grenoble. År 2022 hade Tréminis 201 invånare.

## Befolkningsutveckling
Antalet invånare i kommunen Tréminis
Referens:INSEE